# Costel Petrariu
Constantin (Costel) Petrariu (n. 16 iulie 1958, Dulcești, Neamț, România) este un fost bober român. El a concurat la Jocurile Olimpice de Iarnă din 1984, 1988 și 1992.